# Watermolen tussen Montfort en St. Joost
De watermolen tussen Montfort en Sint Joost was een watermolen tussen de beide plaatsen op een plek thans gelegen in de gemeente Roerdalen in de Nederlandse provincie Limburg. De molen stond op de Vlootbeek. Stroomopwaarts lag op de beek de Watermolen bij kasteel Annendael, stroomafwaarts de Linnermolen.

## Geschiedenis
Onduidelijk is wanneer de molen werd gebouwd. De molen was in gebruik als korenmolen
Aan het eind van de 17e eeuw of het begin van de 18e eeuw is de molen ongeveer verdwenen.